# Mühlenstraße 22 (Quedlinburg)

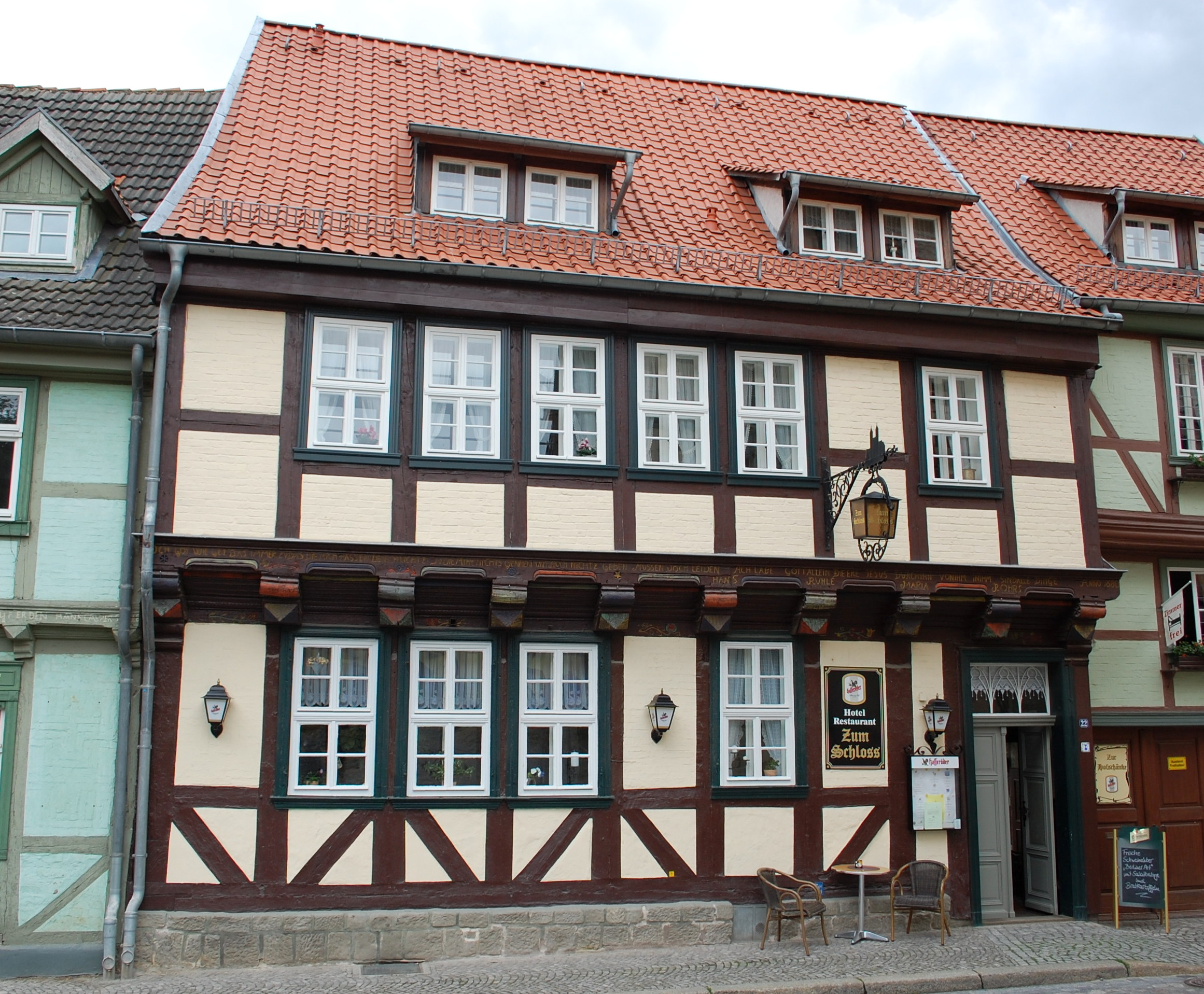
Mühlenstraße 22, Hauptgebäude von 1680

Das Haus Mühlenstraße 22 ist ein denkmalgeschütztes Gebäude in der Stadt Quedlinburg in Sachsen-Anhalt. Im Gebäude befindet sich das Hotel und Restaurant Zum Schloss.

## Lage
Es befindet sich südlich des Quedlinburger Schloßbergs auf der Südseite der Mühlenstraße. Das Haus ist im Quedlinburger Denkmalverzeichnis eingetragen und gehört zum UNESCO-Weltkulturerbe. Östlich grenzt das gleichfalls denkmalgeschützte Haus Mühlenstraße 21, westlich das Haus Mühlenstraße 23 an.

## Architektur und Geschichte

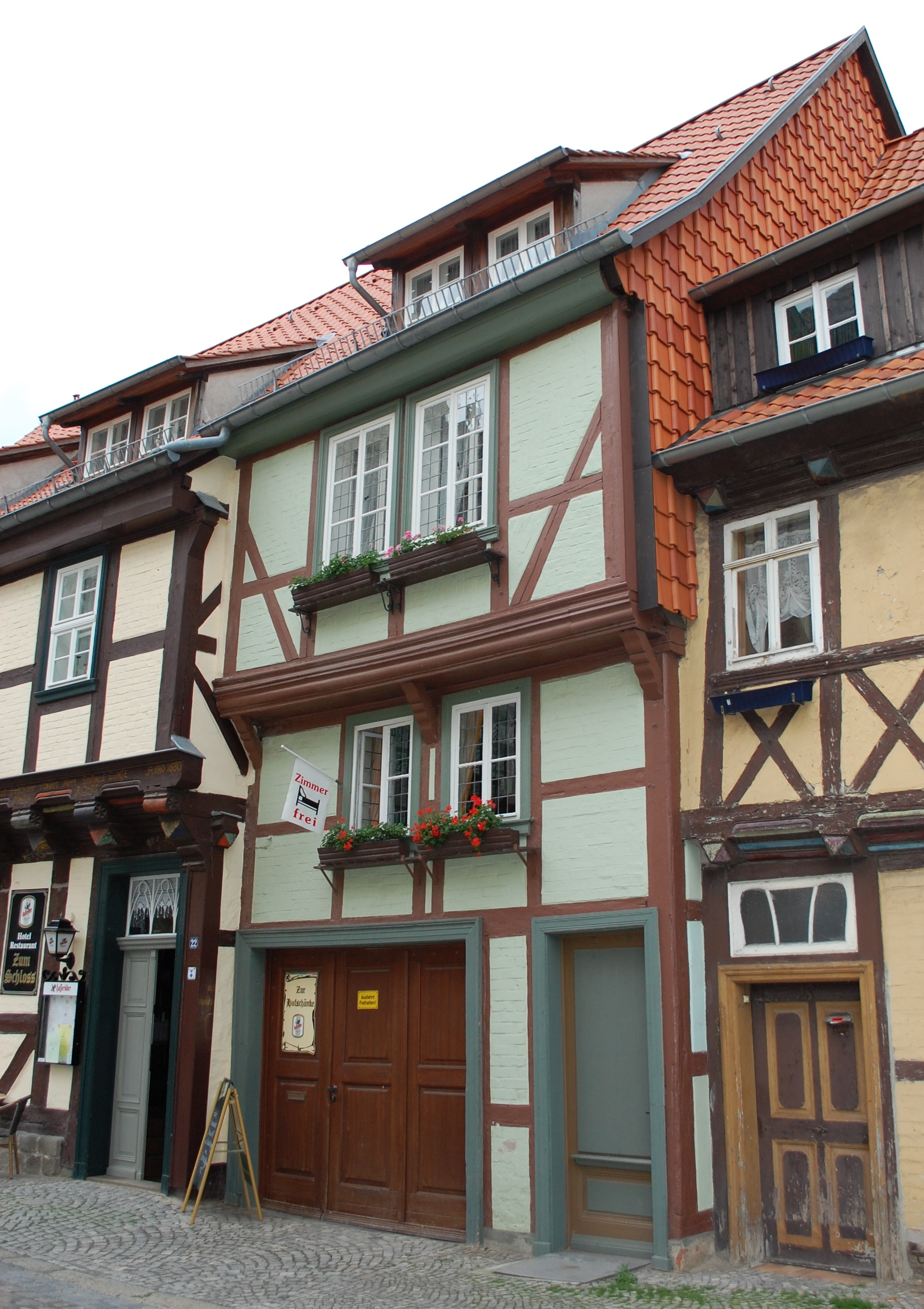
Westliches (rechtes) Nebengebäude

Das Anwesen besteht aus zwei Fachwerkhäusern. Das östliche der beiden wurde nach einer am zweigeschossigen Haus befindlichen Inschrift HANS RUHLE 1680 vom Quedlinburger Zimmermeister Hans Reule für den eigenen Bedarf errichtet. An der Stockschwelle des Hauses findet sich sowohl das zur Bauzeit moderne Zierelement des Pyramidenbalkenkopfs, als auch die älteren Formen des Zylinders mit Kerbschnittrosetten.
In der Zeit um 1700 trug das Gebäude den Namen Zum blutigen Knochen und diente bereits als Schänke. Neben dem Haus befand sich das Viehtor, ein Stadttor der Quedlinburger Stadtbefestigung.
Das westlich gelegene Gebäude ist deutlich schmaler und entstand um 1740. Oberhalb der Tordurchfahrt des Hauses ist ein Zwischengeschoss eingefügt.
Bei einer Fernsehproduktion 1976 diente das Gebäude als Hotel „Zwei Türme“ für den Polizeiruf 110: Ein ungewöhnlicher Auftrag.
Im Jahr 1993 wurde das Haus als Hotel und Restaurant wiedereröffnet.